# فرودگاه صحرایی کالایوکی
فرودگاه صحرایی کالایوکی (به انگلیسی: Kalajoki Airfield) (به زبان بومی: Kalajoen lentokenttä) یک فرودگاه همگانی است که یک باند فرود آسفالت و شن دارد و طول باند آن ۱۲۰۰ متر است. این فرودگاه در کشور فنلاند قرار دارد و در ارتفاع ۱۳ متری از سطح دریا واقع شده است.